# Нагакубо, Хироси
Хироси Нагакубо (яп. 長久保裕 Нагакубо Хироси, ромадзи: Nagakubo Hiroshi; род. 14 декабря 1946 года) — японский фигурист, соревновавшийся в парном разряде с Котоэ Нагасавой, ныне тренер по фигурному катанию. В 1967—1971 годах становился чемпионом Японии, представлял страну на зимних Олимпийских играх 1972 года, где занял с Нагасавой 16-е место. Является одним из ведущих тренеров Японии. Среди его учеников — Акико Судзуки, Рика Хонго и Кэнсукэ Наканива; ранее он также тренировал Сидзуку Аракаву, Такэси Хонду и Мао Асаду.

## Спортивные достижения
с Котоэ Нагасавой
| Соревнования/Сезоны     | 1967—1968 | 1968—1969 | 1969—1970 | 1970—1971 | 1971—1972 |
| ----------------------- | --------- | --------- | --------- | --------- | --------- |
| Зимние Олимпийские игры |           |           |           |           | 16        |
| Чемпионаты мира         |           |           | 16        | 15        |           |
| Чемпионаты Японии       | 1         | 1         | 1         | 1         | 1         |